# Портія Вудмен-Вікліфф
Портія (Порша) Вудмен (англ. Portia Woodman, нар. 12 липня 1991) — новозеландська регбістка, дворазова олімпійська чемпіонка, срібна призерка Олімпійських ігор 2016 року, дворазова чемпіонка світу з регбі-15, дворазова чемпіонка світу з регбі-7, призерка чемпіонату світу з регбі-7, чемпіонка та медалістка Ігор Співдружності.
Золоту олімпійську медаль та звання олімпійської чемпіонки Вудмен виборола в складі збірної Нової Зеландії з регбі-7 на Токійській олімпіаді 2021 року. Збірна повторила цей успіх 2024 року в Парижі. Після цієї звитяги Вулдмен оголосила, що завершує грати сімки.

## Життєпис

### Ранні роки
Портія народилася в спортивній сім'ї, її батько та дядько грали за All Blacks, тітка — за Срібні папороті. У школі з огляду на швидкість її бігу Портію запросили в регбійну команду, де вона була єдиною дівчиною серед хлопців. Мама заохотила її займатися нетболом. У дев'ять років, подивившись у запису гру між Новою Зеландією та Англією вона проголосила, що хоче бути жіночою Джона Лому. Займалася вона також легкою атлетикою з планами відібратися на Олімпійські ігри. Але незабаром вона зрозуміла, що недостатньо сильна й швидка, й вирішила зосередитися на нетболі, як на найкращому шансі стати професійною спортсменкою.

### Регбі
У 2012 році регбі-7 стало олімпійським видом спорту, й було оголошено його дебют на Іграх у Ріо-де-Жанейро. Вудмен прочитала у Фейсбуці оголошення про набір дівчат у  новозеландську групу підготовки й разом з подругою з нетбольної команди вирішила спробувати туди вступити. Вудмен відібралася й одразу відчула спорідненість зі грою, чому сприяли попередні заняття легкою атлетикою та нетболом.
У цей час дебютувала Жіноча світова серія з регбі-7, й Вудмен стала в ній найрезультативнішою, набравши 105 очок за 21 спробу. Нетбол довелося закинути. Вона, втім увійшла до складу команди, що виграла чемпіонат світу з регбі-7 у Москві, та стала на ньому найрезультативнішою.. 
2013 року Вудмен зіграла перший матч за збірну Нової Зеландії з регбі-15 проти Англії. Повернувшись до сімок, вона здійснила впродовж сезону 2014-2015 років 52 спроби, першою серед регбісток перевершивши показник з 50 спроб за сезон. 2015 року Вудмен обрали регбісткою року в сімках.
На Олімпіаді в Ріо-де-Жанейро Чорні папороті, за яких грала Вудман, зайняли друге місце, поступившись у фіналі австралійкам. Вудман стала найрезультативнішою з 10 спробами.
У 2017 році Чорні папороті виграли чемпіонат світу з регбі-15, і Вудмен стала найрезультативнішою в команді, набравши 65 очок (13 спроб). Після цього вона не грала в регбі-15 аж до 2021 року через травми, зайнятість у сімках та КОВІД.
У 2018-му Вудман з командою вибороли золоті медалі на Іграх Співдружності, до програми яких регбі-7 було включено вперше.

### Після травми
У жовтні 2018-го Вудман розірвала на тренуванні ахіллове сухожилля. Після операції вона змогла знову тренуватися тільки в 2019-му, але знову отримала травму підколінного сухожилля, що змусила її сумніватися в тому, що зможе грати знову. Утім, підтримка друзів дозволила їй відновитися. Вона звернулася за допомогою до спеціаліста з бігу для того, щоб відновити свою техніку й грала в нетбол для покращення спритності. 
Збірна Нової Зеландії з регбі-7 з Вудмен у складі виграла золоті медалі на Токійській олімпіаді 2021 року. На чемпіонаті світу з регбі-15 у Новій Зеландії Чорні папороті здобули перемогу, а Вудмен стала найрезультативнішою з сімома спробами, хоча в фіналі через зіткнення головами з англійкою змушена була зійти з поля. 
На Іграх Співдружності 2022 в Біргінгемі Чорні папороті здобули бронзу. Того ж року вони стали другими на чемпіонаті світу з регбі-7, що проходив у Кейптауні.
У травні 2024 року Вудмен здійснила свою 250 спробу в регбі-7. Того ж року вона стала дворазовою олімпійською чемпіонкою після перемоги Чорних папоротей у Парижі.

## Виступи на Олімпіадах
| Олімпіада           | Дисципліна | Місце |
| ------------------- | ---------- | ----- |
| Ріо-де-Жанейро 2016 | регбі-7    | 2     |
| Токіо 2021          | регбі-7    | 1     |
| Париж 2024          | регбі-7    | 1     |

## Осбисте життя
Вудмен одружилася з товаришкою по команді Рене Вікліфф і змінила прізвище на подвійне.

## Зовнішні посилання
- Портія Вудмен — олімпійська статистика на сайті Sports-Reference.com (англ.) (архівна версія)